# Vidaillac
 Vidaillac  es una población y comuna francesa, situada en la región de Mediodía-Pirineos, departamento de Lot, en el distrito de Cahors y cantón de Limogne-en-Quercy.

## Demografía
| 181 | 161 | 169 | 161 | 166 | 160 |
| Para los censos de 1962 a 1999 la población legal corresponde a la población sin duplicidades (Fuente: INSEE [Consultar]) |     |     |     |     |     |